# 2691 Sersic
2691 Sersic (1974 KB) là một tiểu hành tinh vành đai chính được phát hiện ngày 18 tháng 5 năm 1974 bởi Felix Aguilar Observatory ở El Leoncito.